# Granatnik Szustra
Granatnik Szustra – polski improwizowany granatnik przeciwpancerny, skonstruowany w czasie powstania warszawskiego przez Jerzego Szustra. Wyprodukowano cztery sztuki tej broni, używane bojowo od drugiej połowy września 1944 roku w Śródmieściu.

## Historia powstania
Broń została zaprojektowana przez kpr. pchor. Jerzego Szustra ps. „Jur” oraz kpr. pchor. „Żbika” (o nieznanym nazwisku) z Batalionu „Ruczaj” Armii Krajowej, walczących w grupie Śródmieście Południe.
Jerzy Modrzewski podaje, że konstruktorami granatnika byli S. Szuster ps. „Tur” i W. Kręglewski, natomiast Jerzy Szuster używał go bojowo.
Wcześniej drużyna „Jura” używała w akcji granatnika Łopuskiego, który jednak uległ zniszczeniu wskutek zakleszczenia pocisku w lufie podczas strzelania. Prace nad lepszą bronią przeciwpancerną rozpoczęto na polecenie dowódcy odcinka wschodniego ppłk. Władysława Garlickiego pod koniec sierpnia 1944 roku, a miały one miejsce w fabryce dźwigów Groniowski, mieszczącej się obok powstańczej wytwórni broni przy ul. Hożej 51 (tzw. „jajczarni”). Cztery egzemplarze broni, dla jednej baterii granatników, wykonano 13 września 1944 roku i przetestowano 15 września. 

## Opis konstrukcji
Lufa została wykonana z rury kotłowej o średnicy ok. 80 mm. Zamek i zmodyfikowane pociski zostały zaadaptowane z moździerza inżynierów Kręglewskich. Ładunek miotający stanowił czarny proch w łusce broni myśliwskiej kalibru 12, odpalanej za pomocą iglicy napinanej sprężyną. Lufa wraz z komorą nabojową miała długość ok. 120 cm, do jej tylnej części był przymocowany zamek z ładunkiem miotającym i urządzeniem iglicznym. Ekstrakcja łuski była ręczna – za pomocą szczypiec. W rejonie komory nabojowej lufa była wzmocniona tuleją zewnętrzną.
Pociski o wadze około 1,2 kilograma były zapalające, złożone z cylindrycznego pojemnika z paliwem, w którym przez tylny zakręcany otwór umieszczano przed oddaniem strzału fiolkę z kwasem siarkowym, ulegającą rozbiciu przy trafieniu. W stożkowej przedniej części pocisku był pojemnik z chloranem potasu z domieszką cukru, pełniący rolę zapalnika uderzeniowego. W tylnej części pocisk miał brzechwy i pierścień stabilizujący. 
Granatnik nie miał podstawy, a jedynie kolbę z poduszką filcową do strzelania z ramienia; opierany był podczas strzału o naturalne podstawy. Strzelano ogniem płaskotorowym. Brak było przyrządów celowniczych, celowano „po lufie”. Według relacji konstruktora, broń była celna dzięki dużej szybkości początkowej pocisku i dobremu wykonaniu amunicji, a zasięg skuteczny wynosił 400–450 m. Obsługa składała się ze strzelca i amunicyjnego, który przenosił 12 pocisków w dwóch blaszanych pojemnikach po 6.

## Użycie
Broń po raz pierwszy użyto 16 września 1944 roku, w obronie barykady na ul. Piusa XI 1B. Według relacji, zniszczono wówczas czołg. Broni używano do końca września w tamtym rejonie w składzie baterii dowodzonej przez Jerzego Szustra, także do ostrzeliwania niemieckich umocnień. Jerzy Modrzewski podaje, że używano jej na ulicach Frascati i Myśliwskiej, potwierdzając zniszczenie przez „Jura” czołgu „Pantera” 16 września.
Odpalono ogółem 190 pocisków z dostarczonych 200. Konstruktor i zarazem dowódca baterii Jerzy Szuster został we wrześniu 1944 roku odznaczony krzyżem Orderu Virtuti Militari V klasy. 